# Biniou
Il biniou è un tipo di cornamusa semplice, originaria della Bretagna (Francia nord occidentale).
È formata, oltre che dalla sacca o serbatoio per l'aria, da una canna cilindrica con funzione di bordone, da un insufflatore e da un chanter conico a doppia ancia con sette fori.
Il biniou suona tradizionalmente in coppia con la bombarda bretone (aerofono ad ancia doppia della famiglia dell'oboe). La coppia bombarda-biniou, con il kan ha diskan (canto a risposta), accompagnava le danze popolari della Bretagna come an Dro, Laridé, e gavotta.
Oggi, nel folk revival, continua a essere suonato, anche con altri strumenti come la ghironda e l'organetto, per animare le feste di tradizione (fest-noz).